# おとなのびっくりクリニック
『おとなのびっくりクリニック』は、2008年8月5日から2009年12月29日まで日本海テレビで放送されたバラエティ番組。
この項目では、2010年1月4日から2012年3月26日まで同局で放送された後継番組『おとなのびっくりクリニック2』と『おとなのびっくり3 は〜いすくーる』についても触れる。

## 概要
パッション屋良が司会を務めた深夜番組シリーズで、AV女優をマンスリーゲストに招いては毎回様々な健康法を試してもらっていた。番組は「健康バラエティ」を標榜し、深夜帯ながら高視聴率を記録した（最高視聴率は2009年2月10日放送分の7.6%）。番組公式サイトは番組開始からしばらく開設されていなかったが、2009年4月に開設された。2009年8月3日の放送で番組開始1周年を迎え、初の30分スペシャル「真夏のよろちくびんびんスペシャル」を実施した。
番組は2009年12月29日に放送の30分スペシャル「さよならびんびんスペシャル」をもって一旦最終回を迎えたが、2010年1月4日からは『おとなのびっくりクリニック2』と題し、放送曜日を変えて再スタートした。同タイトルでの放送初回には「お正月スペシャル」と題して放送された。
番組は同年12月27日をもって同タイトルでの放送を終了し、2011年1月4日からは『おとなのびっくり3 は〜いすくーる』と題して放送されるようになった。『2』までは10分枠で放送されていたが、このリニューアルを機に15分枠に拡大した。2012年1月4日にはお正月スペシャル「新春スペシャル・お年玉争奪紅白対抗エロエロ大合戦」を行ったが、同年3月26日に放送の「は〜いすくーる大卒業式」をもって終了した。

## 放送時間

### おとなのびっくりクリニック
- 火曜 26:04 - 26:14 （2008年8月 - 2009年3月）
- 火曜 25:34 - 25:44 （2009年4月 - 2009年12月）

### おとなのびっくりクリニック2
- 月曜 25:34 - 25:44 （2010年1月 - 2010年9月）
- 月曜 25:29 - 25:39 （2010年10月 - 2010年12月）

### おとなのびっくり3 は〜いすくーる
- 火曜 26:04 - 26:34 （2011年1月4日のみ）
- 月曜 25:39 - 25:54 （2011年1月 - 2012年3月）

## 出演者

### 司会進行
- パッション屋良（院長）
- 星乃泉水（助手）

### アシスタント
- 香島アヤ（新くりクリガール、不明 - 2009年8月?）
- 野田彩加（新くりクリガール、2009年9月? - 2009年12月）

### ガイド
- 山口愛実（2009年1月、お正月特番のみ）

### マンスリー・ゲスト
- 持田茜（しじみ）（2008年8月、お正月特番）
- 早川瀬里奈 （2008年9月、お正月特番、真夏のよろちくびんびんスペシャル、最終回スペシャル）
- 春咲あずみ （2008年10月、お正月特番）
- 鈴木杏里 （2009年11月）
- 山城美姫 （2008年12月、お正月特番）
- 松下桃香 （2009年1月、お正月特番）
- 君野ゆめ （2009年2月）
- Hitomi （2009年3月）
- 範田紗々 （2009年4月、8月、真夏のよろちくびんびんスペシャル）
- 板垣あずさ （2009年5月）
- 琴乃 （2009年6月）
- 原紗央莉（2009年7月）
- 櫻井ゆうこ（2009年8月、真夏のよろちくびんびんスペシャル）
- 紅音ほたる（2009年8月3日/真夏のよろちくびんびんスペシャル）
- かすみ果穂（2009年9月）
- 稲見亜矢（2009年10月）
- 周防ゆきこ（2009年11月）
- 桜ここみ（2009年12月、最終回さよならびんびんスペシャル）
- 早川瀬里奈（2009年12月29日/最終回さよならびんびんスペシャル）

## おとなのびっくりクリニック2 出演者

### 司会進行
- パッション屋良（院長）
- 紅音ほたる（女医）

### アシスタント
- 橘未憂（くりクリガール、2010年1月 - 4月）
- 浜崎慶美（くりクリガール、2010年5月 - 8月）
- 福岡加奈子（くりクリガール、2010年9月 - 12月）

### マンスリー・ゲスト
- 冬月かえで（2010年1月、お正月スペシャル）
- まりか （2010年1月4日/お正月スペシャル）
- 葵ちひろ （2010年1月4日/お正月スペシャル）
- 鈴木ミント （2010年2月）
- 伊東遥 （2010年3月）
- 晶エリー（新井エリー、大沢佑香）（2010年4月）
- 辰巳ゆい （2010年5月）
- 羽田あい （2010年6月）
- 愛音まひろ （2010年7月）
- 藤浦めぐ（めぐり）（2010年8月）
- あかつ （2010年8月）
- 栗林里莉 （2010年9月）
- 小倉奈々 （2010年10月）
- 堀口奈津美（広瀬奈々美）（2010年11月）
- 霜月るな （2010年12月）

## おとなのびっくり3 は〜いすくーる 出演者

### レギュラー
- パッション屋良（3年P組担任）
- 栗山夢衣（学級委員長）
- 矢部桃子（初代はいすく〜るガール、2011年1月 - 2011年6月?）
- 山口愛実（2代目はいすく〜るガール、2011年6月? - 2011年10月）
- 川村えな（3代目はいすく〜るガール、2011年11月 -  2012年3月）
- ハッピーエンド

### マンスリーゲスト
- Nina（転校生・1月ゲスト）
- 加藤リナ（転校生・2月ゲスト）
- 沖田杏梨（転校生・3月ゲスト）
- 早乙女ルイ（転校生・5月ゲスト）
- 秋吉ひな（転校生・6月ゲスト）
- 中山エリス（転校生・7月ゲスト）
- 森川真羽（転校生・8月ゲスト）
- 月城ルネ（転校生・9月ゲスト）
- 椎名ひかる（転校生・10月ゲスト）
- 友田彩也香（転校生・11月/2012年新春SPゲスト）
- 立花さや（転校生・12月ゲスト）
- 堀咲りあ（転校生・1月/2012年新春SPゲスト）
- 丘咲エミリ（2012年新春SPゲスト）
- 琥珀うた（転校生・2月ゲスト）
- 香西咲（転校生・3月ゲスト）